# Montenegros håndboldforbund
Rukometni savez Crne Gore er det montenegrinske håndboldforbund. Det hører hjemme i Podgorica
Det organiserer de to øverste håndboldrækker samt de montenegrinske landshold, såvel A-landshold som U/21-landshold.
Forbundet blev etableret den 26. januar 1958, hvor det hørte under det jugoslaviske håndboldforbund. Da Montenegro rev sig løs af Serbien og Montenegro, kom Rukometni savez Crne Gore til at repræsentere Montenegro og tilmeldte sig det europæiske håndboldforbund, European Handball Federation og det internationale håndboldforbund, International Handball Federation den 7. august 2006.

## Forbundets præsidenter
- Mirčeta Pešić (1961-1964)
- Slobodan Filipović (1964-1974)
- Osman Šabanadžović (1974-1982)
- Milan Paović (1982-1983)
- Slobodan Koljević(1983-1984)
- Rade Đuričković(1984-1985)
- Ratko Nikolić (1985-1990)
- Jusuf Bibezić (1990-1994)
- Radovan Nikolić (1994-1998)
- Radomir Đurđić (1998 -)